# Mid West (Australia)

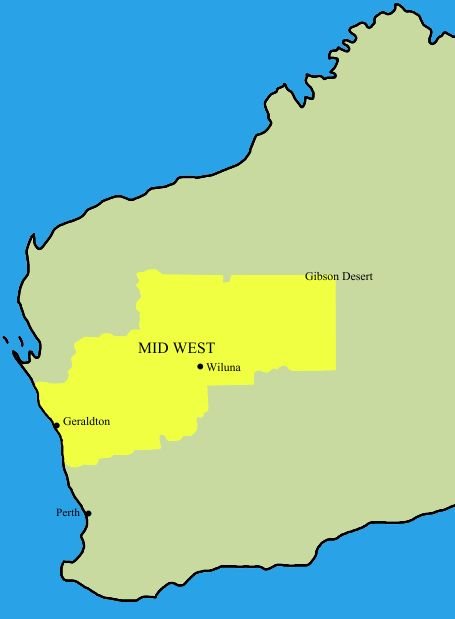
Lokalizacja regionu Mid West

Mid West – jeden z dziewięciu regionów Australii Zachodniej zajmujący obszar 472 336 km², zamieszkuje go około 52 000 osób.
Na terytorium regionu Mid West znajduje się Pustynia Gibsona.

## Podział administracyjny
Centrum administracyjnym regionu jest miasto Geraldton.
Na region Mid West składają się następujące jednostki samorządu lokalnego:
- Hrabstwo Carnamah
- Hrabstwo Chapman Valley
- Hrabstwo Coorow
- Hrabstwo Cue
- Miasto Geraldton
- Hrabstwo Irwin
- Hrabstwo Meekatharra
- Hrabstwo Mingenew
- Hrabstwo Morawa
- Hrabstwo Mount Magnet
- Hrabstwo Murchison
- Hrabstwo Northampton
- Hrabstwo Perenjori
- Hrabstwo Sandstone
- Hrabstwo Three Springs
- Hrabstwo Wiluna
- Hrabstwo Yalgoo